# 两国集团
两国集团（英語：Group of Two，縮寫為G-2或G2），又稱美中二極體制，是中国和美国之间拟议的一个非正式特殊关系，由弗雷德·伯格斯滕最初提议，在奥巴马政府上任后以此术语作为中美关系的中心，外交政策专家开始对此进行更广泛的研究和认同。比较有名的倡导者有美国国家安全顾问兹比格涅夫·布热津斯基、美国前常务副国务卿罗伯特·佐利克、世界银行前首席经济学家林毅夫、英国历史学家尼尔·弗格森等。支持者认为，作为世界上两个最具影响力的国家，中国和美国应尽快建立两国集团来为现今问题找出解决办法。

## 历史

### 概念的提出

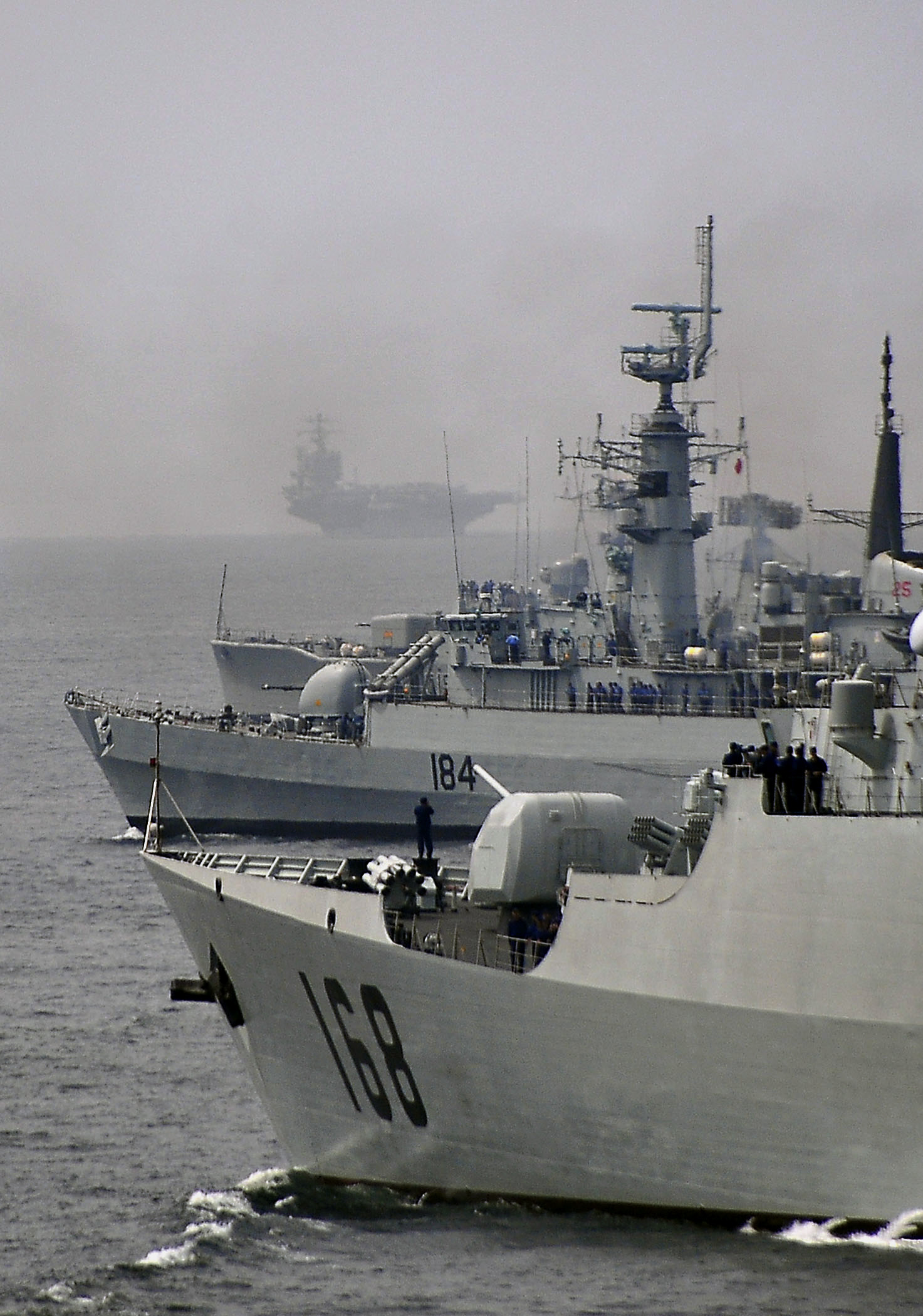
中國海軍軍艦和遠方的美軍航母

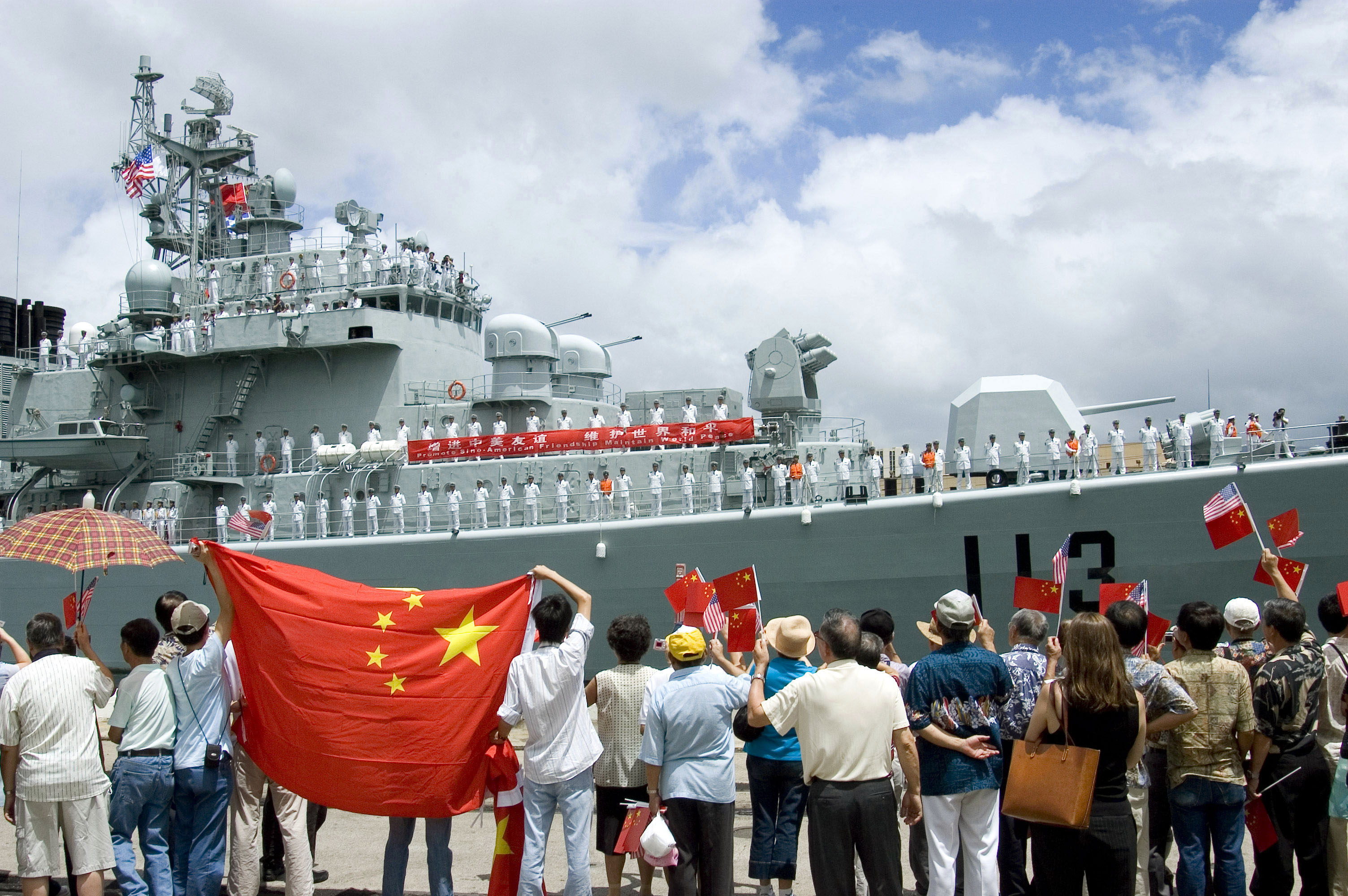
青島號驅逐艦訪問美國

两国集团概念的是著名经济学家弗雷德·伯格斯滕于2005年首次提出的，2009年，他列出以下提出本概念的理由：
- 在危机发生前为期四年的蓬勃发展期，两国的经济增长相加几乎占了全球的一半；
- 它们是全球最大的两个经济体；
- 它们是最大的两个贸易国；
- 它们是全球最大的两个排污国，而且美國的人均污染比中國更高；
- 它们在全球贸易和金融失衡的两端：美国是世界最大的赤字和债务国、中国是世界最大的顺差国家和美元储备最多的国家；
- 它们代表全球两大集团：美国代表高收入的发达国家，中国代表新兴市场及先進的发展中国家，目前两者占全球产量的一半。[3]

### 戰略對話時期
2005年開始的中美战略对话（英文名：U.S.-China Senior Dialogue），是中华人民共和国和美國为加强两国在经贸、反恐、朝核等重要领域的磋商、合作与协调而形成的一种机制。当时两国的领导人分别为：美国总统、中华人民共和国领导人胡锦涛。
2005年8月1日，首次对话在北京举行，中国外交部副部长戴秉国与美国常务副国务卿罗伯特·佐利克主持。这是中美建交以来双方首次举行此类高层定期对话。
2005年至2008年，期间双方进行了五次对话。2009年後改由中美战略与经济对话取代。
2009年開始的中美战略与经济对话（英文名：U.S.-China Strategic and Economic Dialogue），是由当时的中华人民共和国领导人胡锦涛和美国总统奥巴马2009年4月1日在伦敦会晤时一致同意建立的，是为兩國間的定期高層對話機制，討論包括雙邊、地區和全球的安全與經濟議題。
2013年，时任中华人民共和国国务院副总理汪洋在第五轮对话上称“中美经济关系有点像夫妻”，中美关系“夫妻说”一度流行。
1. 首轮对话：2009年7月在美国首都华盛顿举行。
2. 第二轮对话：2010年5月在北京举行。
3. 第三轮对话：2011年5月在华盛顿举行，期间还举行了首次中美战略安全对话。
4. 第四轮对话：2012年5月举行。
5. 第五轮对话：2013年7月10日举行。
6. 第六轮对话：2014年7月9日举行。
7. 第七轮对话：2015年6月23日举行。
8. 第八轮对话：2016年6月6日举行。

### 中美交惡後
奥巴马政府后期美國主導的南海仲裁案，以及特朗普政府开启美國對中國的戰略後，雙方官員在外交場合的攻伐劇烈化，2018年中美貿易戰爆发也使兩國關係快速惡化。雙方交惡後，中方指责美方拉攏香港反對派和台獨人士交互運作，以解放軍在台灣海峽中線以及台灣島以東海面的巡航活動常態化作為反擊；美方的主戰派觀點則始終認為習近平自2012年出任中共中央總書記以來，推動的一帶一路計畫帶有戰略進攻含意。2020年後，中國武漢市爆發新型冠狀病毒的突發意外事件重創世界經濟，而中美兩方並未採取合作姿態，美国总统唐纳德·特朗普和國務卿蓬佩奧分别指責中国政府加剧“中国病毒”和“武漢冠狀病毒”在全球的擴散，中方的外交部發言人亦指責美國散佈病毒和對美方發動“战狼外交”輿論戰回击。随着“新冷战”的出现，舆论普遍认为“兩國集團”概念在此一階段事實上已經不存。

## 国情比较
| 国号                        | 中华人民共和国 | 美利坚合众国 |
| --------------------------- | --- | --- |
| 人口                        | 1,400,050,000 | 329,100,000 |
| 人口自然增长率              | 0.44% (2014年 估计) | 0.77% (2014年 估计) |
| 城市化比率                  | 58.52%总人口 (2017年) | 81.62%总人口 (2015年) |
| 面积                        | 9,634,057平方 | 9,629,091平方 |
| 人口密度                    | 144/平方 | 34.2/平方 |
| 首都                        | 北京市 | 华盛顿特区 |
| 最大城市                    | 上海市 – 24,150,000 (21,766,000 都会区)                                                                                                 | 纽约市 – 8,405,837 (19,949,502 都会区) |
| 政府                        | 中国特色社会主义 单一制 一党执政 | 自由主义 联邦制 总统制 |
| 建国者                      | 毛泽东 | 乔治·华盛顿 |
| 现任最高领袖                | 中共中央总书记：习近平 | 總統：川普 |
| 现任国家元首                | 国家主席：习近平 | 總統：川普 |
| 现任军事统帅                | 中央军事委员会主席：习近平 | 總統：川普 |
| 现任政府首脑                | 国务院总理：李强 | 總統：川普 |
| 现任国家副元首              | 国家副主席：韩正 | 副总统：JD·范斯 |
| 立法机构                    | 全国人民代表大会及其常务委员会 | 美国国会（参议院、众议院） |
| 武装力量                    | 中国人民解放军 | 美军 |
| 主要语言                    | 汉语 | 英语 |
| 主要宗教                    | 中国官方是无神论 52.2% 无宗教信仰 21.9% 民间信仰 18.2% 佛教 5.1% 基督教 1.8% 伊斯兰教 ＜ 0.1% 印度教 ＜ 0.1% 犹太教 0.7% 其他(包括道教) | 53.1% 新教 23.9% 罗马天主教 16.1% 无组织或无信仰 1.7% 犹太教 1.7% 摩爾門教 1.6% 其他基督教 0.7% 佛教 0.6% 伊斯兰教 2.5% 其他或待分类                                                               |
| 民族                        | 91.6% 汉族 55个承认的少数民族，(参见中國民族列表)                                                                                       | 62.6% 白人(不包含西班牙语裔) (2013年7月) 17.1% 西班牙语裔(2013年7月) 13.2% 黑人(2013年7月) 5.3% 亚洲人(2013年7月) 2.4% 两个或多个种族 0.77% 美国印第安人和阿拉斯加土著 0.2% 夏威夷土著或太平洋岛民 |
| GDP (国际汇率)              | $14.72 万亿 | $20.81 万亿 |
| 人均GDP (国际汇率)          | $10,514 | $65,111 |
| GDP (购买力平价)            | $27.31 万亿 | $19.39 万亿 |
| 人均GDP (购买力平价)        | $19,503 | $65,111 |
| GDP实际增长率               | 7.3% | 2.4% |
| 基尼系数                    | 47.4 | 36.9 |
| 人類發展指數                | 0.761 | 0.926 |
| 货币                        | 人民币 (¥) | 美元 ($) |
| 侨民                        | 110,000 美国人 | 3,794,673 中国人 |
| 国防预算                    | $1,880 亿 | $6,400 亿 |
| 武装部队人数                | 4,585,000 | 2,927,754 |
| 英语使用者                  | 10,000,000 | 294,469,560 |
| 劳动力                      | 787,600,000 | 156,080,000 |
| 移动电话                    | 1,046,510,000 | 327,577,529 |
| 手機連線網速                | 149Mbps | 70Mbps |
| 每千人汽車擁有量            | 150 | 910 |
| 飛機客運量 2018年           | 6.1億人次 | 8.9億人次 |
| 人均飛機搭乘次数 2018年     | 0.44次 | 2.73次 |
| 高鐵客運量 2018年           | 20.0億人次，累計突破90億人次 | 無高鐵 |
| 地铁系统总长度              | 6,730公里/2,836車站 | 1,228公里/972車站 |
| 世界500强公司 1996年→2020年 | （包含港澳）4家→124家 （僅中國大陸）2家→117家                                                                                           | 153家→121家 |